# El rostro del asesino (obra de teatro)
El rostro del asesino  (Love from a Stranger en su versión original) es una obra de teatro de Frank Vosper, adaptación de un relato de Agatha Christie titulado Philomel Cottage. La obra se estrenó en 1936.

## Argumento
Cecily, ha roto con su novio de todo la vida, pero pronto recupera la felicidad al descubrir que ha sido agraciada con el premio máximo en la lotería.Con el dinero del premio, emprende un largo viaje.En el transcurso del mismo, conoce y se enamora de un hombre, con el que no duda en casarse, pese a las advertencias de sus amigos.Al poco del matrimonio, Cecily, comienza a asustarse, ya que piensa que se ha casado con un hombre perturbado y muy peligroso, que se pasa prácticamente todo el tiempo en el sótano de la casa de campo en que viven.Dicho pánico, aumentará cuando descubra que su marido, es un auténtico cazafortunas que se dedica a casarse con mujeres ricas, para después asesinarlas.Finalmente, Cecily logrará desenmascarar al asesino y salvar su vida.

## Representaciones
- New Theatre, Londres, 31 de marzo de 1936. Estreno
  - Intérpretes: Frank Vosper, Muriel Aked, Norah Howard, Marie Ney.

- Teatro Alcazar, Madrid, 7 de julio de 1965. Estreno en España
  - Dirección: José María Morera.
  - Versión Libre: Frank Vosper y Enrique Ortenbach.
  - Intérpretes: Irene Daina, José Luis Pellicena, María Dolores Cordón, Trini Alonso, María Jose Goyanes, Enrique Cerro, José Montijano, Roberto Llamas.